# Goffredo di Hohenlohe-Langenburg
Goffredo di Hohenlohe-Langenburg (in tedesco: Gottfried Hermann Alfred Paul Maximilian Viktor Fürst zu Hohenlohe-Langenburg; Langenburg, 24 marzo 1897 – Langenburg, 11 maggio 1960) era l'unico figlio maschio di Ernesto II, principe di Hohenlohe-Langenburg. Fu Principe titolare di Hohenlohe-Langenburg dal 1950 fino alla sua morte.

## Infanzia
Goffredo nacque a Langenburg nel Regno di Württemberg come primogenito di Ernesto II, Principe di Hohenlohe-Langenburg (1863–1950), (figlio di Ermanno, Principe di Hohenlohe-Langenburg e della Principessa Leopoldina of Baden) e di sua moglie, la Principessa Alessandra di Sassonia-Coburgo e Gotha (1878–1942), (figlio di Alfredo, Duca di Sassonia-Coburgo e Gotha e della Granduchessa Marija Aleksandrovna di Russia). Attraverso sua madre era un discendente della Regina Vittoria e dello Zar Nicola I.
Dopo la caduta della monarchia imperiale tedesca nel 1918, Goffredo continuò a fungere da leader dell'aristocrazia europea.
Nel 1937 si iscrisse al partito nazista. Servì come ufficiale nell'esercito tedesco durante la seconda guerra mondiale, rimanendo ferito gravemente sul fronte russo. Fu congedato dall'esercito dopo il fallito attentato alla vita di Adolf Hitler del 20 luglio 1944.

## Matrimonio e figli
Goffredo fu per breve tempo fidanzato con la vedova Gloria Morgan Vanderbilt nel 1927–28. Durante il processo per l'affidamento di Gloria Vanderbilt nel 1934, fu fornita una testimonianza di  natura scandalosa circa il Principe ed il rapporto con Mrs. Vanderbilt durante il loro fidanzamento. Il principe divenne un testimone per Gloria Morgan Vanderbilt nel processo, nel tentativo di discolpare entrambi i loro nomi.
Il 3 dicembre 1930, Goffredo annunciò il suo fidanzamento con la Principessa Margherita di Grecia e Danimarca (1905–1981), figlia maggiore del Principe Andrea di Grecia e Danimarca e di sua moglie, la Principessa Alice di Battenberg. Si sposarono il 20 aprile 1931 a Langenburg. Sia la Principessa Margherita che il Principe Goffredo avevano come antenati comuni la Regina Vittoria e Nicola I di Russia. Attraverso la Regina Vittoria, il Principe Goffredo era cugino di secondo grado della madre della Principessa Margherita; tramite Nicola I, i due consorti erano cugini di terzo grado.
Ebbero sei figli:
| Nome                                                                                       | Nascita          | Morte            | Note                               |
| ------------------------------------------------------------------------------------------ | ---------------- | ---------------- | ---------------------------------- |
| Figlia nata morta                                                                          | 3 dicembre 1933  | 3 dicembre 1933  |                                    |
| Principe Crato Alessandro Ernesto Luigi Giorgio Emico, IX Principe di Hohenlohe-Langenburg | 25 giugno 1935   | 16 marzo 2004    | Intitolato Sua Altezza Serenissima |
| Principessa Beatrice Alice Maria Melita Margherita di Hohenlohe-Langenburg                 | 10 giugno 1936   | 15 novembre 1997 | Intitolata Sua Altezza Serenissima |
| Principe Giorgio Andrea Enrico di Hohenlohe-Langenburg                                     | 24 novembre 1938 |                  | Intitolato Sua Altezza Serenissima |
| Principe Roberto Sigismondo Filippo Ernesto di Hohenlohe-Langenburg                        | 7 aprile 1944    | 8 aprile 1978    | Intitolato Sua Altezza Serenissima |
| Principe Alberto Volfango Cristoforo di Hohenlohe-Langenburg                               | 7 aprile 1944    | 23 aprile 1992   | Intitolato Sua Altezza Serenissima |

Alla morte del padre nel 1950, Goffredo ereditò il titolo di Principe di Hohenlohe-Langenburg.

## Titoli e trattamento
- 24 marzo 1897 – 11 dicembre 1950: Sua Altezza Serenissima, il principe Goffredo di Hohenlohe-Langenburg
- 11 dicembre 1950 – 11 maggio 1960: Sua Altezza Serenissima, il Principe di Hohenlohe-Langenburg

## Ascendenza
|                                      |                                   |                                        | Genitori                                    |  |  | Nonni |  |  | Bisnonni                          |  |  | Trisnonni                                |  |
|                                      |                                   |                                        |                                             |  |  |       |  |  | Ernesto I di Hohenlohe-Langenburg |  |  | Carlo Ludovico I di Hohenlohe-Langenburg |  |
|                                      |                                   |                                        |                                             |  |  |       |  |  | Ernesto I di Hohenlohe-Langenburg |  |  | Carlo Ludovico I di Hohenlohe-Langenburg |  |
|                                      |                                   | Amalia Enrichetta di Solms-Baruth      |                                             |  |  |       |  |  | Ernesto I di Hohenlohe-Langenburg |  |  |                                          |  |
| Ermanno di Hohenlohe-Langenburg      |                                   |                                        |                                             |  |  |       |  |  | Ernesto I di Hohenlohe-Langenburg |  |  |                                          |  |
|                                      |                                   | Feodora di Leiningen                   | Emilio Carlo di Leiningen                   |  |  |       |  |  |                                   |  |  |                                          |  |
|                                      |                                   | Feodora di Leiningen                   | Emilio Carlo di Leiningen                   |  |  |       |  |  |                                   |  |  |                                          |  |
|                                      |                                   | Feodora di Leiningen                   | Vittoria di Sassonia-Coburgo-Saalfeld       |  |  |       |  |  |                                   |  |  |                                          |  |
| Ernesto II di Hohenlohe-Langenburg   |                                   | Feodora di Leiningen                   |                                             |  |  |       |  |  |                                   |  |  |                                          |  |
|                                      |                                   | Guglielmo di Baden                     | Carlo Federico di Baden                     |  |  |       |  |  |                                   |  |  |                                          |  |
|                                      |                                   | Guglielmo di Baden                     | Carlo Federico di Baden                     |  |  |       |  |  |                                   |  |  |                                          |  |
|                                      |                                   | Guglielmo di Baden                     | Luisa Carolina di Hochberg                  |  |  |       |  |  |                                   |  |  |                                          |  |
| Leopoldina di Baden                  |                                   | Guglielmo di Baden                     |                                             |  |  |       |  |  |                                   |  |  |                                          |  |
|                                      |                                   | Elisabetta Alessandrina di Württemberg | Ludovico Federico Alessandro di Württemberg |  |  |       |  |  |                                   |  |  |                                          |  |
|                                      |                                   | Elisabetta Alessandrina di Württemberg | Ludovico Federico Alessandro di Württemberg |  |  |       |  |  |                                   |  |  |                                          |  |
|                                      |                                   | Elisabetta Alessandrina di Württemberg | Enrichetta di Nassau-Weilburg               |  |  |       |  |  |                                   |  |  |                                          |  |
| Goffredo di Hohenlohe-Langenburg     |                                   | Elisabetta Alessandrina di Württemberg |                                             |  |  |       |  |  |                                   |  |  |                                          |  |
|                                      | Alberto di Sassonia-Coburgo-Gotha | Ernesto I di Sassonia-Coburgo-Gotha    |                                             |  |  |       |  |  |                                   |  |  |                                          |  |
|                                      | Alberto di Sassonia-Coburgo-Gotha | Ernesto I di Sassonia-Coburgo-Gotha    |                                             |  |  |       |  |  |                                   |  |  |                                          |  |
|                                      | Alberto di Sassonia-Coburgo-Gotha | Luisa di Sassonia-Gotha-Altenburg      |                                             |  |  |       |  |  |                                   |  |  |                                          |  |
| Alfredo di Sassonia-Coburgo-Gotha    | Alberto di Sassonia-Coburgo-Gotha |                                        |                                             |  |  |       |  |  |                                   |  |  |                                          |  |
|                                      |                                   | Vittoria del Regno Unito               | Edoardo Augusto di Hannover                 |  |  |       |  |  |                                   |  |  |                                          |  |
|                                      |                                   | Vittoria del Regno Unito               | Edoardo Augusto di Hannover                 |  |  |       |  |  |                                   |  |  |                                          |  |
|                                      |                                   | Vittoria del Regno Unito               | Vittoria di Sassonia-Coburgo-Saalfeld       |  |  |       |  |  |                                   |  |  |                                          |  |
| Alessandra di Sassonia-Coburgo-Gotha |                                   | Vittoria del Regno Unito               |                                             |  |  |       |  |  |                                   |  |  |                                          |  |
|                                      |                                   | Alessandro II di Russia                | Nicola I di Russia                          |  |  |       |  |  |                                   |  |  |                                          |  |
|                                      |                                   | Alessandro II di Russia                | Nicola I di Russia                          |  |  |       |  |  |                                   |  |  |                                          |  |
|                                      |                                   | Alessandro II di Russia                | Carlotta di Prussia                         |  |  |       |  |  |                                   |  |  |                                          |  |
| Marija Aleksandrovna Romanova        |                                   | Alessandro II di Russia                |                                             |  |  |       |  |  |                                   |  |  |                                          |  |
|                                      |                                   | Maria d'Assia-Darmstadt                | Luigi II d'Assia                            |  |  |       |  |  |                                   |  |  |                                          |  |
|                                      |                                   | Maria d'Assia-Darmstadt                | Luigi II d'Assia                            |  |  |       |  |  |                                   |  |  |                                          |  |
|                                      |                                   | Maria d'Assia-Darmstadt                | Guglielmina di Baden                        |  |  |       |  |  |                                   |  |  |                                          |  |
|                                      |                                   | Maria d'Assia-Darmstadt                |                                             |  |  |       |  |  |                                   |  |  |                                          |  |